# Phengaris diatozana
Phengaris diatozana är en fjärilsart som beskrevs av Alfred Ernest Wileman. Phengaris diatozana ingår i släktet Phengaris och familjen juvelvingar. Inga underarter finns listade i Catalogue of Life.